# Magyarország az 1986-os atlétikai Európa-bajnokságon
Magyarország az NSZK-beli Stuttgartban megrendezett 1986-os atlétikai Európa-bajnokság egyik részt vevő nemzete volt. Az ország a versenyen 24 sportolóval képviseltette magát.

## Eredmények

### Férfi
| Versenyző                                              | Versenyszám     | Előfutam | Előfutam | Előfutam | Elődöntő | Elődöntő | Elődöntő | Döntő   | Döntő    |
| Versenyző                                              | Versenyszám     | Idő      | Hely.    | Össz.    | Idő      | Hely.    | Össz.    | Idő     | Helyezés |
| ------------------------------------------------------ | --------------- | -------- | -------- | -------- | -------- | -------- | -------- | ------- | -------- |
| Kovács Attila                                          | 100 m           | 10,32    | 1.       | 4.       | 10,26    | 2.       | 6.       | 10,31   | 7.       |
| Tatár István                                           | 100 m           | 10,60    | 5.       | 21.      | kiesett  | kiesett  | kiesett  | kiesett | kiesett  |
| Menczer Gusztáv                                        | 400 m           | 46,40    | 6.       | 18.      | kiesett  | kiesett  | kiesett  | kiesett | kiesett  |
| Kerékjártó István                                      | Maraton         |          |          |          |          |          |          | 2:22:46 | 21.      |
| Karaffa László Nagy István Tatár István Kovács Attila  | 4 × 100 m       | 39,42    | 4.       | 7.       |          |          |          | 39,15   | 6.       |
| Menczer Gusztáv Kiss László Takács István Szabó István | 4 × 400 m       | 3:09,50  | 5.       | 9.       |          |          |          | kiesett | kiesett  |
| Markó Gábor                                            | 3000 m akadály  | 8:24.51  | 4.       | 4.       |          |          |          | 8:38.78 | 13.      |
| Bakos György                                           | 110 m gát       | 13,96    | 2.       | 11.      | 13,60    | 4.       | 6.       | 13,64   | 8.       |
| Urbanik Sándor                                         | 20 km gyaloglás |          |          |          |          |          |          | 1:31:40 | 15.      |

| Versenyző     | Versenyszám   | Selejtező | Selejtező | Döntő    | Döntő    |
| Versenyző     | Versenyszám   | Eredmény  | Helyezés  | Eredmény | Helyezés |
| ------------- | ------------- | --------- | --------- | -------- | -------- |
| Pálóczi Gyula | Távolugrás    | 749 cm    | 16.       | kiesett  | kiesett  |
| Bakosi Béla   | Hármasugrás   | 16,83 m   | 5.        | 16,09 m  | 12.      |
| Stefán László | Gerelyhajítás | 72,68 m   | 26.       | kiesett  | kiesett  |

### Női
| Versenyző      | Versenyszám     | Előfutam | Előfutam | Előfutam | Elődöntő | Elődöntő | Elődöntő | Döntő    | Döntő    |
| Versenyző      | Versenyszám     | Idő      | Hely.    | Össz.    | Idő      | Hely.    | Össz.    | Idő      | Helyezés |
| -------------- | --------------- | -------- | -------- | -------- | -------- | -------- | -------- | -------- | -------- |
| Szabó Karolina | 10 000 m        |          |          |          |          |          |          | 31:55,93 | 8.       |
| Fazekas Erika  | 10 000 m        |          |          |          |          |          |          | 32:15,56 | 11.      |
| Sipka Ágnes    | Maraton         |          |          |          |          |          |          | 2:45:36  | 20.      |
| Siska Xénia    | 100 m gát       | 12,95    | 4.       | 10.      | 12,90    | 5.       | 10.      | kiesett  | kiesett  |
| Rosza Mária    | 10 km gyaloglás |          |          |          |          |          |          | 51:05    | 18.      |
| Ilyés Ildikó   | 10 km gyaloglás |          |          |          |          |          |          | kizárva  | kizárva  |

| Versenyző       | Versenyszám   | Selejtező | Selejtező | Döntő    | Döntő    |
| Versenyző       | Versenyszám   | Eredmény  | Helyezés  | Eredmény | Helyezés |
| --------------- | ------------- | --------- | --------- | -------- | -------- |
| Juha Olga       | Távolugrás    | 189 cm    |           | 183 cm   | 9.       |
| Sterk Katalin   | Távolugrás    | 186 cm    |           | kiesett  | kiesett  |
| Malovecz Zsuzsa | Gerelyhajítás | 56,44 m   | 16.       | kiesett  | kiesett  |